# Łukasz M. Maciejewski
Łukasz M. Maciejewski (ur. 14 listopada 1980 w Wałczu) – polski scenarzysta filmowy i telewizyjny.

## Życiorys
Studiował judaistykę na Wydziale Historycznym oraz amerykanistykę na Wydziale Kulturoznawstwa Uniwersytetu Jagiellońskiego. Był stypendystą Polskiego Instytutu Sztuki Filmowej oraz Fundacji Nipkowa w Berlinie. Członek Gildii Scenarzystów Polskich oraz Stowarzyszenia Filmowców Polskich.

## Scenariusz
- Rodzina zastępcza (serial telewizyjny; odcinki: 193, 217, 222, 231, 248, 251, 253,  269), 1999-2009
- Dwie strony medalu (odcinek 72; nowela – odcinki: 72–77), 2006-2007
- Częstotliwość drgań (2013; film krótkometrażowy)
- Źle nam z oczu patrzy (2014; film krótkometrażowy)
- Czerwony pająk (2015)
- Król (2020, serial telewizyjny; odcinki 4, 6, 7)
- Najmro (2021)
- Braty (2022)
- Ukryta sieć (2023)
- Sortownia (2023, serial telewizyjny; odcinek 1)
- Dzień matki (2023)
- Biała odwaga (2024)
- Kolory zła. Czerwień (2024)

## Obsada aktorska
- Biała odwaga (2024) jako wysoki stopniem oficer NKWD

## Nagrody
- W 2010 otrzymał główną nagrodę polskiej edycji Konkursu Scenariuszowego Hartey-Merrill za scenariusz Waszyński[4].
- W 2022 otrzymał Nagrodę za scenariusz filmu Najmro. Kocha, kradnie, szanuje za "błyskotliwą konwencję w kinie masowego rażenia" na Koszalińskim Festiwalu Debiutów Filmowych „Młodzi i Film”[4].
- W 2024 otrzymał (wspólnie z Marcinem Koszałkiem) nagrodę 49. Festiwalu Polskich Filmów Fabularnych w Gdyni za scenariusz filmu Biała odwaga[5]. Za scenariusz do Białej odwagi był również wspólnie z Marcinem Koszałką nominowany do Polskiej Nagrody Filmowej za najlepszy scenariusz w 2025.